# Mat Hoffman
Mat Hoffman (Edmond (Oklahoma), 9 januari 1972) wordt beschouwd als een van de beste Amerikaanse vert-park BMX'ers ooit. Mat Hoffman runt een bedrijf genaamd Hoffman Bikes.
Mat is onder andere beroemd om het feit dat hij de eerste was die een "900" deed in competitie en hij deed ook als eerste een backflip (die oorspronkelijk van dirt kwam) in vert. Mat kwam terug uit 'pensioen' in 2002 om deel te nemen aan de X-Games, waar hij een van de meeste indrukwekkende stunts ooit deed, die nog niemand hem heeft kunnen nadoen tot nu toe: de "no-handed 900". Nota bene: Mat zei dat als hij de stunt niet no-handed had gedaan, dat hij dan nooit geland zou kunnen zijn want hij begon veel te snel te draaien, en door zijn armen te spreiden, ging hij traag genoeg om de truc perfect te landen. Ook kwam hij een paar keer in Jackass voor.
In 2002 schreef Hoffman z'n autobiografie, genaamd The ride of my life.
- Gemeinsame Normdatei: 129930814
- International Standard Name Identifier: 0000 0001 1458 4623
- Library of Congress Control Number: n2002107637
- Virtual International Authority File: 164502208
- WorldCat: E39PBJrRd8hvfQKBG9fqdMHt8C